# Ōta, Gunma
Thành phố Ōta (tiếng Nhật: 太田市) là một đô thị loại đặc biệt thuộc tỉnh Gunma, vùng Kantō, Nhật Bản.
Thành phố rộng 176,49 km², ở phía Đông Nam của tỉnh, và có 214.715 dân (ước ngày 1/8/2008).
Có 9 ga của 4 tuyến đường sắt đô thị phục vụ giao thông của thành phố.
Trong thành phố có 2 cơ sở giáo dục bậc đại học và 3 trưởng trung cấp nghề.